# شهرستان کریستین (ایلینوی)
شهرستان کریستین، ایلینوی (به انگلیسی: Christian County, Illinois) یک سکونتگاه مسکونی در ایالات متحده آمریکا است که در ایلینوی واقع شده‌است.

## نگارخانه

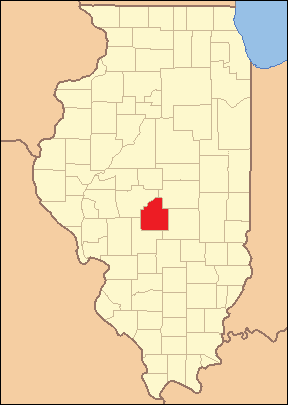